# Muracciole
Muracciole es una comuna y población de Francia, en la región de Córcega, departamento de Alta Córcega.
Su población en el censo de 1999 era de 38 habitantes.

## Demografía
| 74 | 96 | 87 | 71 | 40 | 38 |
| Para los censos de 1962 a 1999 la población legal corresponde a la población sin duplicidades (Fuente: INSEE [Consultar]) |    |    |    |    |    |